# Wacław Anczyc
Wacław Zygmunt Anczyc (ur. 4 lutego 1866 w Warszawie, zm. 27 września 1938 w Krakowie) – drukarz i historyk.

## Życiorys
Urodził się w rodzinie Władysława Ludwika i Tekli z Bryniarskich. Był najstarszym z ośmiorga rodzeństwa, bratem: Władysława (1854–1856), Zofii Tekli po mężu Schmidt (ur. 1856), Władysławy Emilii po mężu Papée (1857–1914), Wandy (1858–1859), Stanisława (1861–1863) i Stanisława (1868–1927). W 1883 zdał maturę w Gimnazjum św. Anny. Studiował historię na Uniwersytecie Jagiellońskim. Studia kontynuował w Lipsku i tam zdobywał praktykę w zawodzie drukarza w firmie Poeschel&Trepte. Przygotował rozprawę doktorską pod przewodnictwem Stanisława Smolki pt. Bezkrólewie po śmierci Ludwika Węgierskiego, której ze względu na śmierć ojca nigdy nie obronił. Po 1883 r., gdy umarł mu ojciec, odziedziczył w Krakowie drukarnię i oddał się drukarstwu. W 1900 r. przeniósł swą drukarnię do nowego budynku przy ul. Zwierzynieckiej 2. Za sprawą Wacława Anczyca powstała w Krakowie w 1908 r. obowiązkowa szkoła dla uczniów drukarskich. Kontynuatorem szkoły Anczyca jest istniejąca dziś pod nazwą Zespół Szkół Poligraficzno-Medialnych im. Zenona Klemensiewicza. Od 2008 r. Warsztaty Szkolne ZSPM noszą imię Wacława Anczyca. 
Był aktywnym działaczem Polskiego Towarzystwa Tatrzańskiego, Towarzystwa Miłośników Książek i Towarzystwa Miłośników Historii i Zabytków Krakowa. 
Był mężem Walerii z Heggenbergerów (1874–1941), ojcem Władysława Marcelego i Zofii, po mężu Trzebickiej (1897–1965). 
Zmarł w Krakowie. Pochowany na cmentarzu Rakowickim (kwatera PAS AB-po prawej-Drużbackich).

## Ordery i odznaczenia
- Krzyż Oficerski Orderu Odrodzenia Polski (28 kwietnia 1926)[7][8]
- Srebrny Wawrzyn Akademicki (4 listopada 1937)[9]
- Order Białego Kruka (1934)[4]